# Melissa Benoist
Pour les articles homonymes, voir Benoist.
Melissa Benoist est une actrice et chanteuse américaine née le 4 octobre 1988 à Houston, au Texas. 
Elle est surtout connue pour son rôle de Marley Rose dans la série télévisée Glee (2012-2014) et pour prêter ses traits à Supergirl — sous le nom de Kara Zor-El (Kara Danvers dans sa famille adoptive) — dans la série du même nom de 2015 à 2021.
Elle a également tenu des rôles notables dans les films Whiplash (2014), Traque à Boston (2016), Lowriders (2016), Sun Dogs (2017), et dans la mini-série Waco (2018). Elle fait ses débuts à Broadway en 2018 avec le rôle de Carole King dans le spectacle Beautiful: The Carole King Musical (en).

## Biographie

### Jeunesse et formation
Melissa Benoist est née à Houston, au Texas. Elle a été élevée à Denver, dans le Colorado,,. Elle est la fille de Julie et Jim Benoist, un médecin. Ils ont divorcé quand elle était jeune. Elle a deux sœurs, Jessica, romancière, et Kristina, écologue,,. Elle prend des cours de danse à l'âge de trois ans, puis à quatre ans sa tante l'inscrit dans une compagnie de théâtre à l'église, qu'elle dirige.
Adolescente, Melissa joue anonymement à Disneyland pendant trois étés avec l'Academy of Theatre Arts, une école de théâtre musicale située à Littleton et dirigée par Paul Dwyer et Alann Worley. Elle joue dans des productions locales comprenant Cendrillon et Bye Bye Birdie au Town Hall Arts Center, et au lieu d'assister à des soirées de fin d'études secondaires, elle interprète la pièce Evita avec d'autres acteurs au Country Dinner Playhouse,.
En 2006, The Denver Post la nomme l'un des cinq « Can not Miss Kids » du Colorado. Elle est diplômée de l' Arapahoe High School à Centennial, dans le Colorado, en 2007 et du Marymount Manhattan College à New York en 2011 avec un baccalauréat en arts de théâtre,.

### Carrière

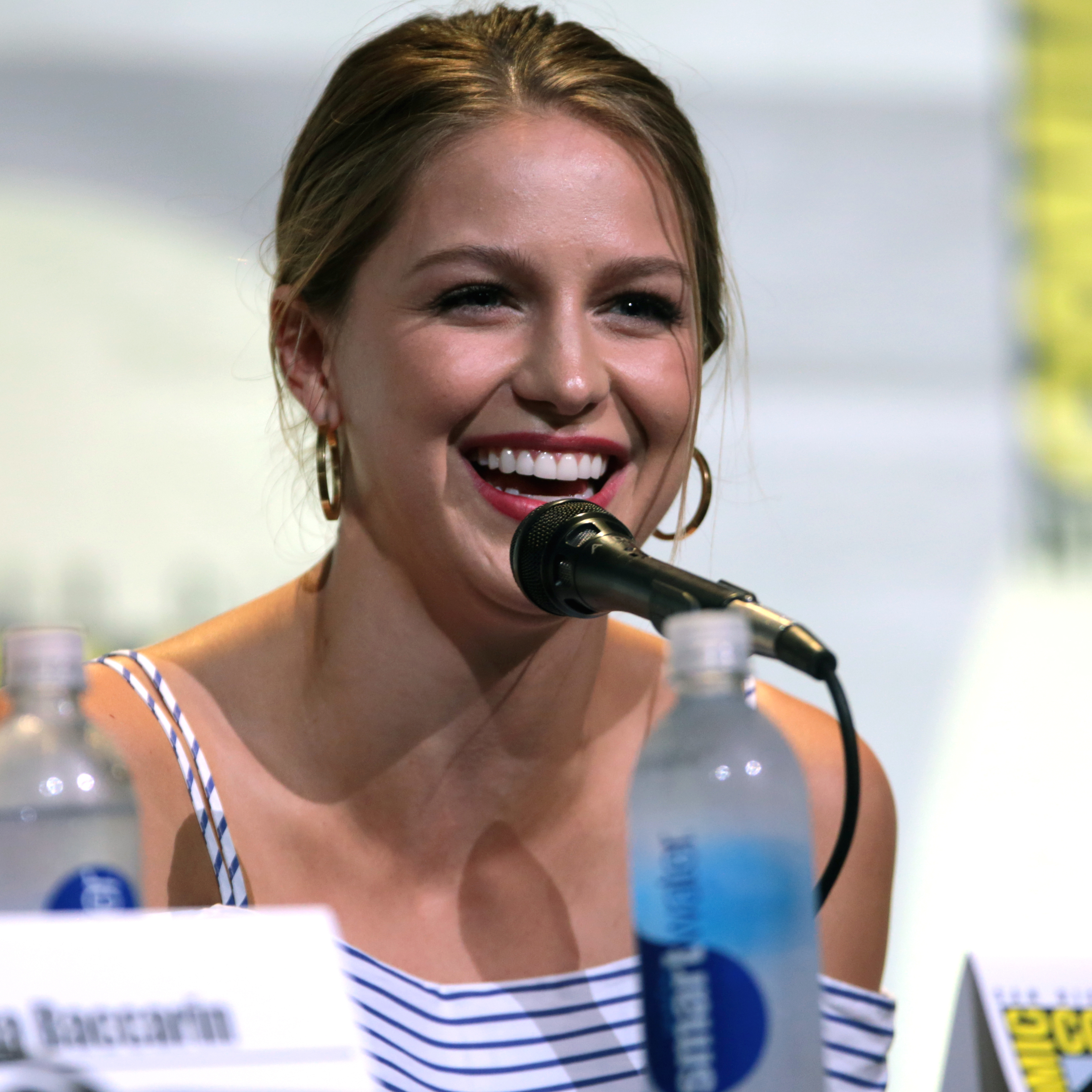
Melissa Benoist au Comic-Con de San Diego en 2016.

#### Premiers rôles (2008-2012)
Elle obtient un premier rôle au cinéma en 2008 dans le film Tennessee dont Mariah Carey est l'une des actrices principales. Produit par le réalisateur du Majordome, Lee Daniels, le film n'obtient qu'un accueil critique mitigé et a peu fait de bénéfices au box-office en raison d'une diffusion limitée. Par la suite, elle tient des rôles secondaires à la télévision dans des séries tels que New York, section criminelle, Blue Bloods et The Good Wife. Elle apparaît dans deux épisodes de la première saison de la série Homeland, dans le rôle d'une jeune femme passant une entrevue pour rejoindre un harem.

#### Révélation avecGleeet cinéma (2012-2015)
En mai 2012, elle a auditionné pour Glee  à la Roundabout Theatre Company de New York, chantant une chanson différente pour chacune de ses cinq auditions : Fidelity de Regina Spektor, King of Anything de Sara Bareilles, une chanson de Colbie Caillat, et plusieurs pièces de théâtre musicales. En juillet de la même année, elle fait deux bouts d'essais en Californie pour le créateur et scénariste de la série, Ryan Murphy, les directeurs de casting et les producteurs exécutifs. Parce que les créateurs cherchaient depuis longtemps le personnage de Marley, quand ils l'ont vu, ils ont commencé à travailler avec elle immédiatement. Son rôle de Marley Rose fait décoller sa carrière et l'a conduite à sa première nomination aux Teen Choice Awards. Elle participera à la série de la quatrième et cinquième saison. Toutefois, le personnage a du mal à réellement convaincre le public.
Benoist et Darren Criss, co-vedette de Glee, sont apparus avec Josh Duhamel à l'ouverture des Kids Choice Awards 2013. Cette même année, elle a été choisie comme ambassadrice pour le nouveau produit de Coca-Cola, P10 300 ml Coke Mismo. En juin 2013, le casting de Glee part à Manille, pour promouvoir le produit en visitant divers centres commerciaux et en rencontrant des fans,. À l'été 2013, Benoist et Blake Jenner organisent une campagne Kickstarter afin d'aider à financer la production de leur film Billy Boy. Le projet atteint son objectif de 100 000 $. Le film sera tourné et après l'annulation d'une projection à un festival en mars 2017 liée au divorce de l'actrice avec Jenner, sera finalement diffusé à partir de septembre 2017,,.
Ce n'est qu'en 2014 qu'elle fait son retour au cinéma avec le film indépendant Whiplash de Damien Chazelle, dans lequel elle incarne Nicole, guichetière d'un cinéma qui devient la petite amie du batteur Andrew Neiman (Miles Teller). Bien que créditée en quatrième place de la distribution lors du générique de fin, la jeune actrice ne figure que durant moins de dix minutes à l'écran. Tourné pour un budget de 3,3 millions de dollars, le film est acclamé par la critique lors de sa présentation aux festivals de Sundance et de Cannes,. Récompensé par de nombreux prix, notamment aux Oscars, le film rentabilise son coût de production, rapportant 49 millions de dollars de recettes mondiales. Parallèlement, elle décroche un rôle dans le film Danny Collins écrit et réalisé Dan Fogelman. Elle y jouera Jamie, une réceptionniste dans un hôtel fréquenté par une de ses rock stars favorites. Sorti en 2015, le film obtient un bon accueil auprès de la critique et est considéré par Entertainment Weekly comme un « joyau négligé ». L'année 2015 marque la participation de Melissa Benoist dans deux autres films, Band of Robbers, transposition moderne des Aventures de Tom Sawyer et de Huckleberry Finn, dans lequel elle incarne Becky Thatcher et le drame romantique Chemins croisés, adaptation d'un roman de Nicholas Sparks.

#### La consécration avecSupergirl(2015-2021)

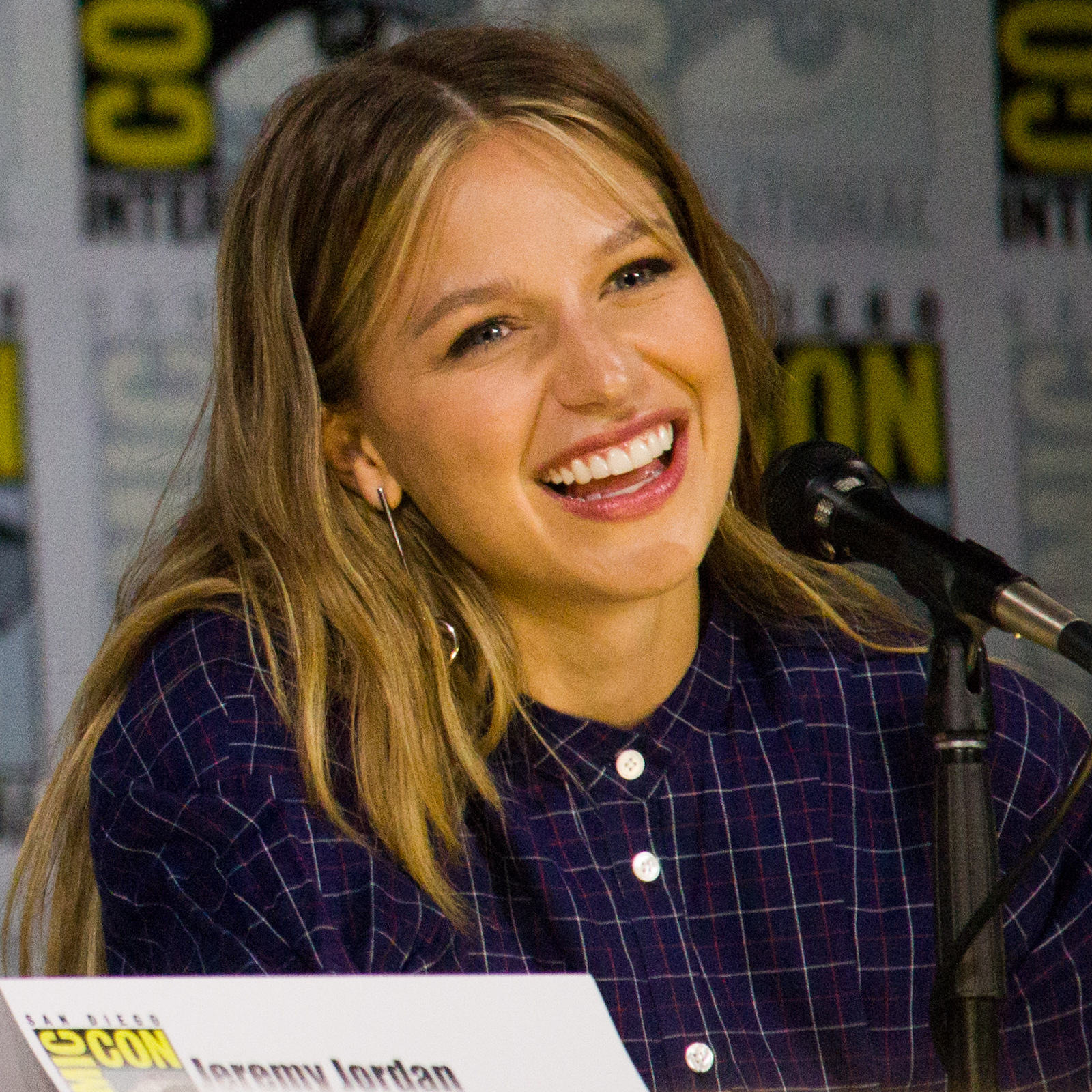
Melissa Benoist au ComicCon de San Diego en 2017 lors d'un panel consacré à Supergirl.

Après Glee, Melissa Benoist fait son grand retour à la télévision : Warner Bros Television développe en septembre 2014 une série consacrée à Supergirl, qui sera diffusée sur CBS. Alors que plusieurs actrices tels Claire Holt, Gemma Atkinson et Elizabeth Lail ont été pressenties pour incarner le rôle-titre,,,, Melissa Benoist, qui est la première actrice examinée pour le rôle, passe une audition qu'elle considère comme « un processus long et fastidieux de trois mois » et obtient le rôle de Kara Danvers, alias Supergirl, en janvier 2015. Benoist a exprimé son enthousiasme à l'idée de représenter le personnage et de pouvoir « raconter une histoire à propos d'un être humain réalisant réellement son potentiel et sa force ». Le tournage de la première saison de Supergirl se déroule à Los Angeles. Le pilote est tourné durant le mois de mars 2015,.
Le premier épisode est diffusé le 26 octobre 2015 et est vu par 12,96 millions de téléspectateurs. Le mois suivant, CBS commande une saison complète de vingt épisodes. La première saison a attiré 9,81 millions de téléspectateurs en moyenne et est bien reçu par la critique, qui salue notamment la prestation de l'actrice dans le rôle-titre,,. Toutefois, CBS est guère satisfait de la performance de la première saison, décidant de transférer la série sur la chaîne issue de son groupe, The CW, dont la deuxième saison débutera en septembre 2016. Cette stratégie lui permettra d'intégrer l'Arrowverse. La performance de Melissa Benoist dans Supergirl ne passe pas inaperçu aux yeux des professionnels, puisqu'elle obtient le Saturn Award de la meilleure actrice dans une série télévisée et est nommée aux Teen Choice Awards. Supergirl obtient des audiences correctes sur CW pour sa seconde saison et est renouvelée depuis pour deux autres saisons, tout en étant saluée par la critique,. Elle reprend le rôle de Supergirl dans les épisodes crossovers des séries issus de l'Arrowverse.
En mai 2016, l'actrice est confirmée dans le rôle de Katherine Russell, veuve d'un des deux terroristes ayant perpétrés les attentats de Boston de 2015 dans le drame Traque à Boston, réalisé par Peter Berg. Le film, relatant les attentats lors du marathon et la chasse à l'homme pour retrouver les terroristes, sort en fin d'année 2016. Malgré un box-office décevant, Traque à Boston rencontre un bon accueil critique. En juin de la même année, elle est annoncée au casting du film Sun Dogs, premier film réalisé par l'actrice Jennifer Morrison, dans lequel elle partage l'affiche avec Michael Angarano. Le film est bien accueilli et est diffusé sur Netflix. Toujours en juin 2016, Human Rights Campaign publie une vidéo en hommage aux victimes de la fusillade dans une boite de nuit gay à Orlando, dans lequel Benoist et d'autres personnes racontent les histoires des personnes tuées durant la fusillade,.
Elle a interprété pour Mojang une musique nommée Super Duper Minecraft song lors de la Minecon Earth 2017.
En avril 2017, Melissa Benoist est choisie pour incarner Rachel Koresh, épouse du leader du groupe religieux des « Davidiens », David Koresh, dans la mini-série Waco, relatant le siège de Waco en 1993.
diffusée sur Paramount Channel. À l'origine, son personnage était moins important ; c'est après avoir constaté le talent de l'actrice que les scénaristes ont choisi de développer son rôle. Malgré un accueil critique modéré,, la série est citée à trois reprises aux Emmy Awards.
Le 7 mai 2018, il est annoncé que Benoist jouerait le personnage principal du spectacle Beautiful : The Carole King Musical au Stephen Sondheim Theatre, qui marque ses débuts à Broadway pour une diffusion limitée du 7 juin au 4 août 2018.

### Vie privée
Au cours de son premier semestre à l’université, alors qu’elle apprenait à faire du vélo, un taxi l’a renversée et a laissé une cicatrice visible au-dessus de ses sourcils.
En 2012, elle se met en couple avec Blake Jenner, son partenaire dans Glee - avec qui elle se fiance en juillet 2013, et se marie en mars 2015. En décembre 2016, elle demande le divorce après un an de mariage au motif de « différends irréconciliables »,.
En 2015, elle subit une blessure causée par son ex mari Blake Jenner causant un déchirement de l'iris, ce qui a entraîné un élargissement permanent de la pupille,.
Depuis janvier 2017, elle est en couple avec l'acteur Chris Wood, rencontré sur le tournage de la série télévisée Supergirl,. Ils annoncent leurs fiançailles le 11 février 2019 et se marient le 1er septembre 2019 à Ojai, en Californie. Le 4 mars 2020, elle annonce être enceinte de son premier enfant. Le 25 septembre 2020, elle annonce la naissance de leur fils prénommé Huxley Robert Wood. 
En octobre 2017, elle aide Chris Wood à créer le site web I Don't Mind qui a pour but de mettre un terme à la stigmatisation des maladies mentales, admettant qu'elle souffre de dépression et d'anxiété depuis qu'elle a treize ans. Elle a dit que grâce aux mots de Wood, elle était capable d'assumer aux yeux des autres ses propres problèmes avec la dépression.
En 2019, elle publie une vidéo sur son compte Instagram partageant son expérience en tant que victime de violences conjugales, elle ne dit pas qui les a perpétrés, mais révèle que c'était au tout début de Supergirl, de 2013 à 2015 : « J'ai appris ce que cela faisait d’être maintenue au sol et frappée de manière répétée, de recevoir des coups de poing si forts que je ne pouvais plus respirer, d’être trainée par les cheveux sur le sol, pincée jusqu’au sang, jetée contre le mur si violemment que le papier peint se fêlait, étranglée. » En 2015, sur le plateau de télévision de Jimmy Fallon, elle déclare avoir été blessée par une chute dans les escaliers, son iris déchiré, crevant presque son œil, sa peau lacérée, son nez cassé, sa bouche gonflée, du sang qui coulait partout, mais révèle dans son témoignage que son partenaire lui avait en réalité lancé un téléphone portable au visage.
Melissa Benoist est très proche de Chyler Leigh et ses enfants l'appellent « tante Melissa »,.

## Filmographie

### Cinéma
- 2008 : Tennessee d'Aaron Woodley : Laurel à 18 ans
- 2014 : Whiplash de Damien Chazelle : Nicole
- 2015 : Danny Collins de Dan Fogelman : Jamie
- 2015 : Chemins croisés (The Longest Ride) de George Tillman, Jr. : Marcia
- 2015 : Band Of Robbers d'Aaron et Adam Nee : Becky Tatcher
- 2016 : Superhero Fight Club 2.0 : Kara Danvers / Kara Zor-El / Supergirl (court-métrage)
- 2016 : Lowriders de Ricardo de Montreuil : Lorelai
- 2016 : Traque à Boston (Patriots Day) de Peter Berg : Katherine Russell
- 2017 : Sun Dogs de Jennifer Morrison : Tally Petersen
- 2017 : Billy Boy de Bradley Buecker (en) : Jennifer
- 2018 : Suit Up : Kara Danvers / Kara Zor-El / Supergirl (court-métrage)
- 2019 : Jay and Silent Bob Reboot de Kevin Smith : elle même / Reboot Chronic

### Télévision

#### Séries télévisées
- 2010 : New York, section criminelle (Law and Order: Criminal Intent) : Jessalyn Kerr (saison 9 , épisode 4)
- 2010 : Blue Bloods : Renée (1 épisode)
- 2010 : New York, unité spéciale (Law and Order: Special Victims Unit) : Ava (saison 12 , épisode 5)
- 2010 : The Good Wife : Molly (1 épisode)
- 2011 : Homeland : Stacy Morton (2 épisodes)
- 2012-2014 : Glee : Marley Rose (35 épisodes)
- 2015-2021 : Supergirl : Kara Danvers / Kara Zor-El / Supergirl (rôle principal)
- 2016-2019 : Flash : Kara Danvers / Supergirl / Kara Zor-El (invitée, 6 épisodes)
- 2016-2020 : Arrow : Kara Danvers / Supergirl / Kara Zor-El (invitée, 5 épisodes)
- 2016-2020 : Legends of Tomorrow : Kara Danvers / Supergirl / Kara Zor-El (invitée, 3 épisodes)
- 2018 : Waco : Rachel Koresh (mini-série)
- 2019 : Batwoman : Kara Danvers / Supergirl / Kara Zor-El (1 épisode)
- 2024 : The Girls on the Bus (en) : Sadie McCarthy
- 2025 : The Waterfront : Bree Buckley

#### Web-séries
- 2017 : Freedom Fighters: The Ray : Overgirl (voix, 4 épisodes)

## Théâtre

### Régional
| Année | Titre                                        | Rôle                  | Lieu                                 | Refs   |
| ----- | -------------------------------------------- | --------------------- | ------------------------------------ | ------ |
| 2000  | La Mélodie du bonheur                        | Brigitta von Trapp    | Country Dinner Playhouse             |        |
| 2003  | La Mélodie du bonheur                        | Liesl von Trapp       | Littleton Town Hall Arts Center (en) |        |
| 2006  | Bye Bye Birdie                               | Kim McAfee            | Littleton Town Hall Arts Center      | [ 10 ] |
| 2006  | A Month in the Country                       | Vera Aleksandrovna    | Littleton Town Hall Arts Center      |        |
| 2006  | A Chorus Line                                | Bebe Benzenheimer     | Littleton Town Hall Arts Center      | [ 6 ]  |
| 2007  | Rodger and Hammerstein's Cinderella          | Cendrillon            | Littleton Town Hall Arts Center      | [ 80 ] |
| 2007  | Footloose                                    | Ariel Moore           | Littleton Town Hall Arts Center      | [ 3 ]  |
| 2007  | Evita                                        | la maîtresse de Perón | Country Dinner Playhouse             | [ 10 ] |
| 2011  | The Unauthorized Biography of Samantha Brown | Kelly                 | Goodspeed Musical production         | [ 81 ] |
| 2018  | Terms of Endearment                          | Emma Greenway-Horton  | Geffen Playhouse                     | [ 82 ] |

### Off Broadway
| Année | Titre                    | Rôle            | Lieu                        | Refs   |
| ----- | ------------------------ | --------------- | --------------------------- | ------ |
| 2009  | Thoroughly Modern Millie | Millie Dilmount | Marymount Manhattan College | [ 6 ]  |
| 2009  | Comme il vous plaira     | Rosalind        | Marymount Manhattan College | [ 83 ] |

### Broadway
| Année | Titre                              | Rôle        | Lieu                     | Refs   |
| ----- | ---------------------------------- | ----------- | ------------------------ | ------ |
| 2018  | Beautiful: The Carole King Musical | Carole King | Stephen Sondheim Theatre | [ 67 ] |

## Distinctions

### Récompenses
- 2016 : Saturn Awards de la meilleure révélation pour Supergirl
- 2017 : Saturn Awards de la meilleure actrice dans une série télévisée pour Supergirl
- 2017 : Teen Choice Awards de la meilleure actrice dans une série télévisée pour Supergirl
- 2018 : Teen Choice Awards de la meilleure actrice dans une série d'action Supergirl

### Nominations
- 2013 : Teen Choice Awards de la meilleure révélation télévisuelle pour Glee
- 2016 : Saturn Awards de la meilleure actrice dans une série télévisée pour Supergirl
- 2017 : Teen Choice Awards de la meilleure actrice dans une série télévisée pour Supergirl
  - Meilleure alchimie dans une série (avec Chris Wood)
- 2017 : Teen Choice Awards de la meilleure actrice dans une série télévisée pour Supergirl
  - Meilleure équipe  dans une série (avec Chris Wood)
- 2018 : Saturn Awards de la meilleure actrice dans une série télévisée pour Supergirl

## Voix francophones
En France, Zina Khakhoulia est la voix régulière de Melissa Benoist.
En France
| - Zina Khakhoulia dans : - Supergirl (série télévisée) - Flash (série télévisée) - Legends of Tomorrow (série télévisée) - Arrow (série télévisée) - Batwoman (série télévisée) - Lowriders - Jay et Bob contre-attaquent… encore - Clerks 3 - The Girls on the Bus (en) (série télévisée) - The Waterfront (série télévisée) | Et aussi - Élise Huart dans Whiplash - Adeline Chetail dans Glee (série télévisée) - Jessica Monceau dans Traque à Boston - Séverine Cayron dans Waco (mini-série) |

Au Québec
Au Québec, plusieurs comédiennes doublent l'actrice.
- Kim Jalabert dans Le Plus Beau des Chemins
- Aurélie Morgane dans Le Jour des Patriotes